# Mamiya Digital Imaging
Die Mamiya Digital Imaging K.K. (jap. マミヤ・デジタル・イメージングー株式会社, Mamiya Dejitaru Imejingu Kabushiki-gaisha, engl. Mamiya Digital Imaging Co., Ltd.) ist ein japanisches Kameraunternehmen mit Sitz in Bunkyō, Tokio.
Es wurde 1940 von Seichi Mamiya gegründet und konzentriert sich in seiner Produktpalette auf Mittelformatkameras für Berufsfotografen und ambitionierte Amateure. Das Mutterunternehmen, welches neben den Fotoprodukten auch Golfschläger und diverse elektronische Bauteile herstellt, veräußerte die Fotosparte 2006 an Cosmo Digital Imaging, welche den Betrieb unter der Bezeichnung Mamiya Digital Imaging fortführte.
Das Modell Mamiya 645 gilt als eine der in der Werbefotografie am meisten genutzten Mittelformatkameras. Die 6×7-Modelle (RB, RZ) sind aufgrund des „idealen“ Seitenformats und der großzügigen Bilddarstellung auf der großen Mattscheibe zu den unter People- und Modefotografen beliebtesten Mittelformatkameras weltweit avanciert. Für beide Produktreihen bieten unterschiedliche Hersteller zudem eine Reihe von Digitalrückteilen an.
2009 wurde Phase One ein Haupteigentümer bei Mamiya und gab seitdem Strategie und Entwicklung vor, 2015 übernahm es auch die restlichen Anteile. Mamiya wurde mit Leaf (die zuvor ebenfalls von Phase One übernommen worden waren) zu Mamiya Leaf vereinigt. Baugleiche Kameras werden sowohl unter der Bezeichnung Mamiya als auch Phase One angeboten, Objektive unter den Bezeichnungen Mamiya Sekor und Phase One. Phase One vertreibt zudem eine Reihe von Objektiven, die von Schneider Kreuznach entwickelt wurden.

## Produkte aus dem Mittelformat-Bereich

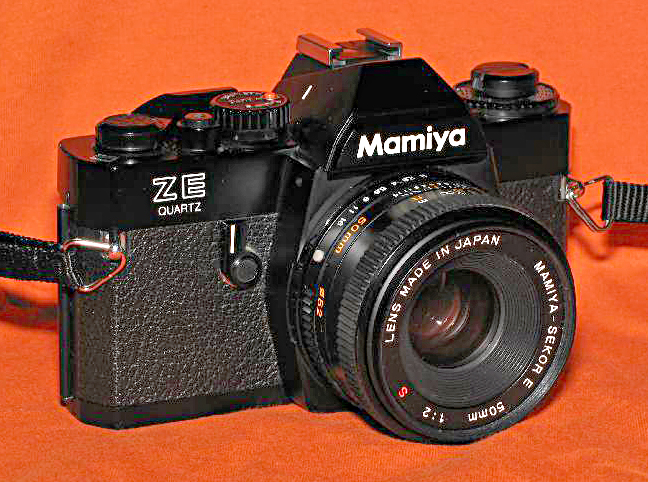
Kleinbildkamera Mamiya ZE

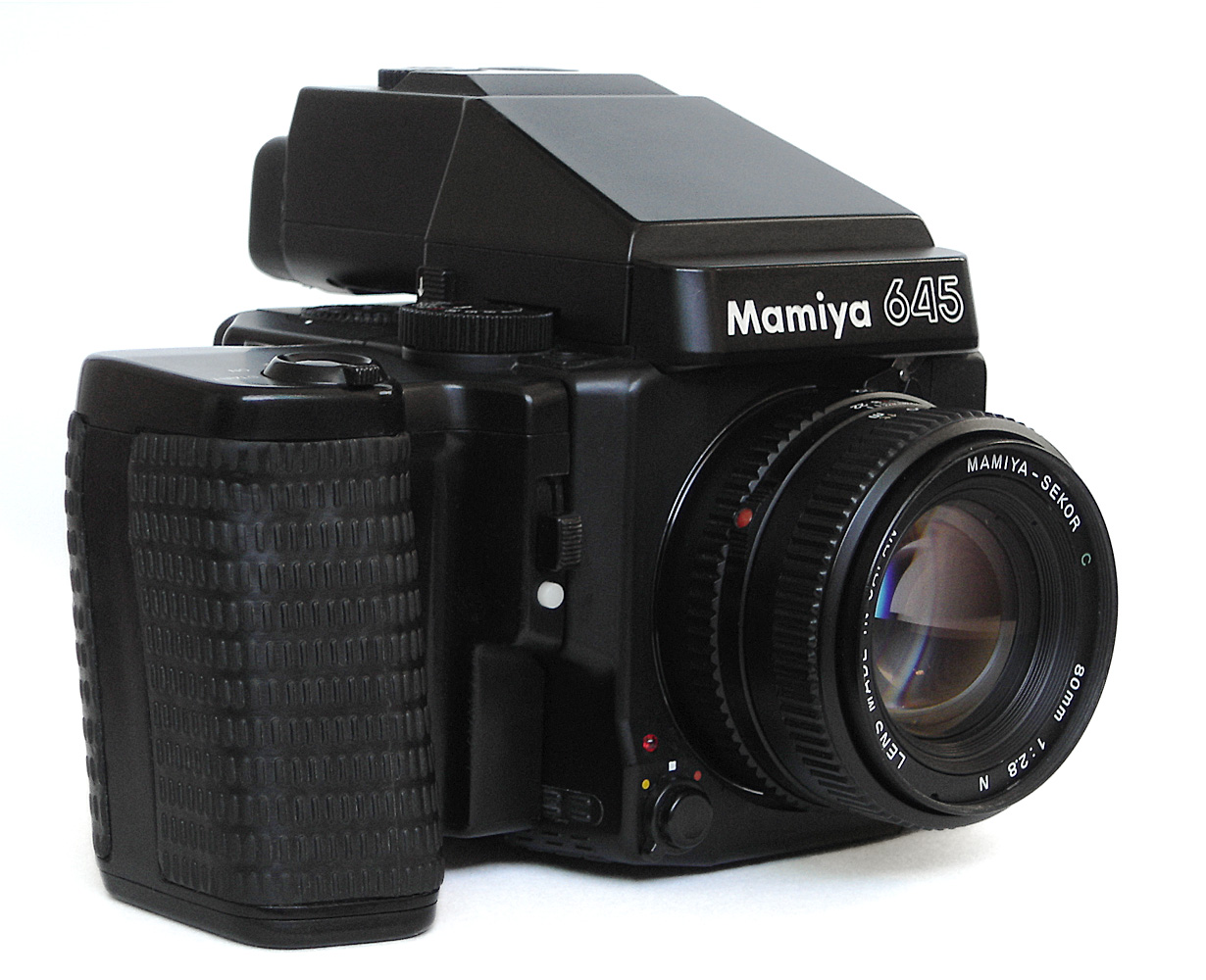
Mamiya 645 Super

Systemkomponenten der „Mamiya 645 Super“-Spiegelreflexkamera

| Modell                                        | Markteinführung | Bildformat | Beschreibung |
| --------------------------------------------- | --------------- | ---------- | --- |
| Mamiya Flex C Professional                    | 1957            | 6 × 6 cm   | Zweiäugige Spiegelreflexkamera mit Wechselobjektiven. Fokussierung durch Verschiebung des Balgens mit beiden Objektiven. |
| Mamiya C220                                   | 1968            | 6 × 6 cm   | Zweiäugige Spiegelreflexkamera mit Wechselobjektiven von 55 bis 250 mm Brennweite |
| Mamiya C330                                   | 1969            | 6 × 6 cm   | Verbesserte Version der C220 |
| Mamiya Universal/Press                        | 1962            | 6 × 9 cm   | Pressekamera für Rollfilm, mit Messsucher und Zentralverschlussobjektiven von 50 bis 250 mm Brennweite |
| Mamiya RB 67 Professional                     | 1970            | 6 × 7 cm   | Erste Mittelformatkamera mit Drehrückteil, klassisches immer noch angebotenes mechanisches Modell. Durch das hohe Gewicht für den Studioeinsatz prädestiniert. |
| Mamiya M645                                   | 1975            | 4,5 × 6 cm | Durch das kleinere Format deutlich tragbarer als die RB. Wechselobjektive von 24 bis 500 mm Brennweite |
| Mamiya M645 1000S                             | 1977            | 4,5 × 6 cm | Verschlusszeit 1/1000 bis 8 Sek.; elektrisch gesteuerter Verschluss. Wechselobjektive von 24 bis 500 mm Brennweite |
| Mamiya RZ 67 Professional und Professional II | 1982            | 6 × 7 cm   | Rollfilm im Drehrückteil, bei der 90°-Drehung schwenken automatisch Masken unter dem Sucher ein, Hoch- oder Querformat ist dadurch eindeutig zu erkennen. Elektronische Variante der RB, durch die schnell auswechselbaren Magazine für 120er und 220er Rollfilm sowie Polaroid Sofortbildfilm ist ein Wechsel zwischen Dia, Color und Schwarz-Weiß Material problemlos möglich, außerdem kann das Filmmagazin nicht von der Kamera abgenommen werden, wenn der Magazinschieber herausgezogen ist. Die Kamera ermöglicht durch Betätigung des R/M Hebels Mehrfachbelichtungen, die automatische Doppelbelichtungssperre wird damit abgeschaltet.;weltweit eine der erfolgreichsten Mittelformatkameras für den Studioeinsatz, Fotografen u. a.: Annie Leibovitz, Olaf Martens |
| Mamiya 6                                      | 1989            | 6 × 6 cm   | Mittelformatsucherkameras, mit drei Wechselobjektiven (50 mm f/4,0, 75 mm f/3,5 und 150 mm f/4,5) und versenkbarem Balgen, Produktion eingestellt. Mit einem Adapter können Kleinbild-Panoramaaufnahmen im Format 24 mm × 54 mm erstellt werden. |
| Mamiya 6MF                                    | 1993            | 6 × 6 cm   | Nachfolger der Mamiya 6. Die 6MF unterstützt zusätzlich Aufnahmen im Format 6 cm × 4,5 cm (Querformat) und das Panoramaformat 54 × 22 mm. |
| Mamiya 7                                      | 1995            | 6 × 7 cm   | einzigartige handliche Mittelformatsucherkamera, mit sechs Wechselobjektiven (43 mm f/4,5, 50 mm f/4,5, 65 mm f/4.0, 80 mm f/4,0, 150 mm f/4,5 und 210 mm f/8,0) |
| Mamiya 7II                                    | 1999            | 6 × 7 cm   | Nachfolgemodell der Mamiya 7. |
| Mamiya 645 AF                                 | 1999            | 4,5 × 6 cm | Mittelformatkamera mit Autofokus und Wechselmagazinen. |
| Mamiya ZD                                     | 2006            | 4,5 × 6 cm | Erste digitale Mittelformatkamera von Mamiya |
| Mamiya 645DF                                  | 2010            | 4,5 × 6 cm | Kamerabody zur Aufnahme von Digitalrückteilen aller führenden Hersteller |
| Mamiya 645DF+                                 | 2013            | 4,5 × 6 cm | Kamerabody zur Aufnahme von Digitalrückteilen aller führenden Hersteller |

## Digitale Fotografie
Mit der ZD, die einen Bildsensor mit 21,5 Millionen Pixel hat, brachte Mamiya im März 2006 seine erste digitale Mittelformatkamera auf den Markt. Parallel dazu erschien eine digitale Kamerarückwand mit dem gleichen Sensor.